# فرودگاه تیوره
فرودگاه تیوره (انگلیسی: Taywara Airport) یک فرودگاه عمومی در نزدیکی تیوره، غور، افغانستان است.